# Morotripta
Morotripta é um gênero de mariposa pertencente à família Acrolepiidae.